# Candy Crush Saga
Candy Crush Saga est un jeu vidéo développé par King, disponible à l'origine comme une application Facebook et adapté pour les systèmes d'exploitation Android, iOS et Windows Phone. Il s'agit d'une variante du jeu sur navigateur web Candy Crush. Il reprend les principes du jeu concurrent Bejeweled, sorti en 2001 sous le nom initial de Diamond Mine, et en partie le design de CandySwype, sorti en 2010.
Candy Crush Saga est préinstallé sur les appareils dotés de base de Windows 10, au même titre que Solitaire, Démineur et Dame de Pique.

## Règles du jeu
Le but du jeu est de faire écraser des bonbons colorés en associant des combinaisons d'au moins trois bonbons, afin de remplir l'objectif du niveau et de marquer un maximum de points.
Les objectifs peuvent être les suivants :
- Gagner un nombre de points (niveau 1) ;
- Enlever toute la gélatine (niveau 6) ;
- Faire tomber les ingrédients (niveau 11) ;
- Gagner un nombre de points en un temps limité (niveau 20) ;
- Récupérer toutes les commandes (niveau 126).

## Le monde deCandy Crush
Les Mondes sont composés de plusieurs épisodes. Dans le Monde des Songes (Dreamworld, arrêté à ce jour), huit mondes sont disponibles. Dans le Monde Réel (Real World), il y a de cinq à six épisodes par monde. Le niveau 4 716 (apparu au 8 mai 2019) marque le début du monde numéro soixante-quatre.
Chaque épisode est composé de 15 niveaux sauf les deux premiers de chaque Monde qui en comportent chacun 10.
En mars 2024 « Candy Crush Saga » propose 14 105 niveaux sur Android.
En octobre 2024 « Candy Crush Saga » a 17 720 niveaux sur mobile.

## Modèle économique
En mars 2013, Candy Crush Saga dépasse FarmVille 2 et Texas Holdem Poker de Zynga comme le jeu le plus populaire sur Facebook avec en moyenne 9,7 millions d'utilisateurs quotidiens et 45 millions de joueurs au total dans le monde cette année-là, puis près de 100 millions l'année suivante.
Le modèle économique de King repose sur l'intégration de publicités intensives (affichage de publicités rétribué au nombre de clics, propositions de cadeaux aux utilisateurs, etc.). Les publicités incitent à l'achat qui est aussi rétribué. Par ailleurs, bien que la promotion du jeu annonce sa gratuité, les joueurs ayant perdu les premières vies créditées gratuitement à l'inscription peuvent en acheter de nouvelles s'ils ne souhaitent pas attendre les quelques heures nécessaires pour en recevoir gracieusement à nouveau. Selon Tommy Palm, le « Gourou des jeux » de King, 70 % des joueurs ayant atteint le niveau 450 (dernier niveau de l'époque) n'ont rien payé.
Les sommes ainsi gagnées par l'opérateur lui permettent de dégager des bénéfices et de financer les campagnes de promotion (spots publicitaires) qui se chiffrent en millions d'euros.
King annonce le 18 février 2014 son intention d'entrer à la bourse de New York. L'introduction, le 26 mars 2014, valorise l'entreprise à 7,1 milliards de dollars,.
En mars 2024, l'application fait encore des bénéfices importants, mais est largement dépassée par l'application Royal Match au concept similaire, avec plus de 2,5 M$ de revenus par jour.

## Accueil
- Gamezebo : 5/5[13]

## Postérité

### Suites
En mai 2014, une suite intitulée Candy Crush Soda Saga a été lancée par King, tout d'abord dans un nombre de territoires limité. Elle intègre de nouvelles mécaniques de jeu comme une bouteille de soda qui peut inverser la gravité,. En février 2021, Candy Crush Soda Saga comptait plus de 3 000 niveaux.
Le 20 octobre 2014, la version Facebook de Candy Crush Soda Saga est sortie à l'international et sa version mobile est sortie en novembre sur les plates-formes iOS et Android,,. Elle est également sortie sur Windows 10 et Windows Phone en octobre 2015.
En septembre 2015, une nouvelle suite intitulée Candy Crush Jelly Saga a été lancée dans un nombre de territoires limité sur Android. Elle est sortie à l'international sur iOS et Android en janvier 2016.
En 2018 sort une nouvelle suite, Candy Crush Friends Saga.

### Film
Universal Studios a acheté les droits d'adaptation du film et souhaiterait que James Franco joue le rôle du Magicien et Chloë Grace Moretz celui de l'enfant[réf. souhaitée].

## Controverse sur les clones et les marques

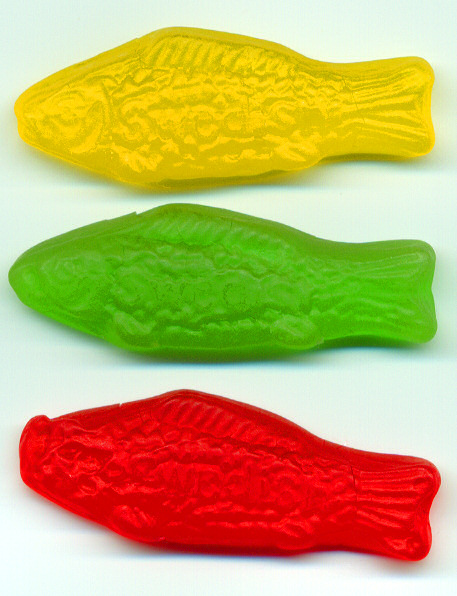
Des poissons suédois, bonbons scandinaves qu'on aperçoit dans ce jeu

Bien que les jeux de King soient grandement inspirés de jeu préexistants (Bejeweled pour Candy Crush Saga, Farm Heroes Saga pour Pet Rescue Saga, Bust-a-Move (également appelé Puzzle Bobble) pour Bubble Witch Saga et Peggle pour Papa Pear Saga) et que les termes aient été utilisés par des jeux plus anciens (CandySwype en 2010, Crush en 2007 et Rastan Saga en 1987), la société décide de déposer[Quand ?] les marques « Candy » (« sucrerie » en anglais), « Crush » (« broyer » ou « tomber amoureux de » en anglais) et « Saga » (type de littérature épique islandaise) et attaque en justice les autres créateurs de jeu utilisant ces termes dans leurs noms de jeu, et notamment CandySwype dont elle s'est fortement inspirée,,.
En voyant cela, un auteur indépendant décide d'attaquer la marque pour avoir copié le jeu Scamperghost, sous le nom Pac-Avoid, à la fois dans le concept et dans la fabrication. Le développeur du jeu commandé par King explique lui-même que cette société lui a commandé un clone de ce jeu. Devant cette attaque, King répond qu'il ne s'agit pas d'une copie mais retire le jeu de son site,, Le nom Pac-avoid posait également d'autres problèmes, entre le nom et la conception, avec l'un des plus célèbres jeux vidéo des années 1980, Pac-Man (1980).
King écrit alors sur son site :
« Let me be clear: This unfortunate situation is an exception to the rule. King does not clone games, and we do not want anyone cloning our games. »
Ce qui se traduit par :

« Soyons clairs : cette situation malencontreuse est une exception à la règle. King ne clone pas les jeux, et nous ne voulons pas que qui que ce soit clone nos jeux. »

En réaction, des développeurs indépendants se sont mis à créer un nombre important de jeux comportant ces noms, de façon plus ou moins moqueuse vis-à-vis de cette histoire. On pouvait ainsi en compter 368 le 3 février 2014.